# Harvard Mark IV
Le Harvard Mark IV était un des premiers ordinateurs complètement électronique. Il s'agissait d'un ordinateur à programme enregistré construit par l'Université Harvard sous la direction d'Howard Aiken pour l'armée de l'air américaine.
L'ordinateur a été achevé en 1952. Il est resté à Harvard, où il a été utilisé de façon intensive par l'armée de l'air américaine.

## Description
Le Mark IV utilisait un tambour magnétique et 200 mots de mémoire vive à tores magnétiques (il fut un des premiers ordinateurs à utiliser les tores magnétiques). L'ordinateur enregistrait les instructions et les données dans deux mémoires différentes. Cette séparation des instructions et des données dans deux mémoires différentes est appelée architecture Harvard.

## Source
- (en) Cet article est partiellement ou en totalité issu de l’article de Wikipédia en anglais intitulé « Harvard Mark IV » (voir la liste des auteurs).